# Tomaspis simplex
Tomaspis simplex är en insektsart som först beskrevs av Walker 1858.  Tomaspis simplex ingår i släktet Tomaspis och familjen spottstritar. Inga underarter finns listade i Catalogue of Life.